# Union des compositeurs de musiques de films
 (juin 2015).
Si vous disposez d'ouvrages ou d'articles de référence ou si vous connaissez des sites web de qualité traitant du thème abordé ici, merci de compléter l'article en donnant les références utiles à sa vérifiabilité et en les liant à la section « Notes et références ».
 (septembre 2024).
L'Union des compositrices et des compositeurs de films (ex-Ucmf) est une association française loi de 1901 fondée en 2002.

## Actions
L'Union des compositrices et des compositeurs organise des rencontres professionnelles et master classes, participe aux manifestations majeures du cinéma français et international, mène des actions professionnelles auprès des institutions partenaires et des organisations sœurs (CNC, SACEM, etc.), et culturelles pour le grand public (rencontres et BO concert). Depuis 2016, L'U2C met en valeur la profession au travers des prix U2C récompensant les compositeurs à N-1 sur plusieurs catégories allant du cinéma au court-métrage en passant par la télévision et des hommages aux carrières de certains (Howard Shore en 2018, Gabriel Yared en 2019, Ennio Morricone).

## Affiliations
Au niveau européen, l'U2C est membre de l’ECSA (European Composer and Songwriter Alliance) au sein du comité FFACE (Federation of Film & Audiovisual Composers of Europe) dont, avec son homologue espagnol Musimagen, elle est la cofondatrice. L'U2C est également membre du Syndicat national des auteurs et des compositeurs (SNAC) et de la coalition française pour la diversité culturelle.

## Organigramme
Depuis octobre 2014, l'U2C a engagé une nouvelle étape de son évolution : direction et responsabilité morale attribuées à son président, adoption d'un organigramme représentatif de ses différentes spécialités, décomposé en trois secteurs musicaux (cinéma, audiovisuel et nouveaux médias).

## Membres actuels (liste non exhaustive)
Quelques membres de l'U2C  : Wally Badarou, Jean-Michel Bernard, Olivier Calmel, Jean-Baptiste Favory, Bernard Grimaldi, Baudime Jam, Krzysztof Aleksander Janczak, Alain Jomy, Nicolas Jorelle, Jean-Félix Lalanne, Mathieu Lamboley, Franck Monbaylet, Cyril Morin, Jean Musy, Serge Perathoner, Dominique Probst, David Reyes, François Staal, Patrick Sigwalt, Jannick Top, Denis Uhalde, Patrick Vincent ...

### Action professionnelle
- Élaboration d'un contrat de cession éditoriale spécifique à l'audiovisuel corédigé avec le SNAC.
- Création du Pavillon international de la musique de film au Festival de Cannes (2005).
- Création des prix France Musique - UCMF de la musique de film (2006).
- Auprès du CNC : négociations pour la mise en place d'un système de soutien à la musique de film (2005): modification du dossier d'agrément et des barèmes, intégration de compositeurs dans les commissions CNC (2003)
- Auprès de la SACEM : mise en place d'un système de soutien à la musique des œuvres audiovisuelles, fictions et documentaires (2005), instauration d'une catégorie Musique de Film à l'occasion des grands prix Sacem (2003), lutte contre la licence globale.
- Auprès du ministère de la Culture: négociation du Code des usages et des bonnes pratiques de l'édition des œuvres musicales (signé en 2017).
- Participation aux réunions de création du CNM (Centre national de la musique).
- Publication aux Éditions Feedback de Étude de l'impact des conditions de travail sur les compositeurs de musique pour l'image. Une étude réalisée par la psychologue sociale du travail et des organisations, Jade Tifiou (2022).
- L’U2C a participé grandement à construire l’armature pédagogique de la classe composition de musique de film du CNSDMP, initiée par Patrick Sigwalt, lancée par Laurent Petitgirard en 2013 et dirigée aujourd'hui par Marie-Jeanne Serrero. L'U2C se félicite de la réussite de cette classe qui procure à la musique de film française, un enseignement d'excellence au sein de cette prestigieuse maison, première école non anglo-saxonne classée parmi les 25 premières écoles de musique au monde en 2015 par le Hollywood Reporter

### Actions pédagogiques
- Création d'un concours de musiques de films à l'occasion des 10 ans de l'U2C.
- Master classes :
  - au CNSMDP — Philippe Rombi, Alain Jomy, Hans Peter Stroër, Wally Badarou ;
  - à la Bibliothèque nationale de France — Mychael Danna/Atom Egoyan (en partenariat avec l'Université Paris-Sorbonne et la Bibliothèque nationale de France). Howard Shore et David Cronenberg à la Sacem en 2018.
- Rencontres interprofessionnelles : compositeurs parcours croisés (2010, au CNSMDP), réalisateurs/compositeurs (2011, à la Cinémathèque), musique de films et Médias (2011), festivals et musique de film (2012), agents et superviseurs musicaux (2012), les enjeux de la musique de film dans les jeux vidéo (2012), monteurs/compositeurs (2013).
- Participation aux "Fabriques Musique et Image" de la SACEM (depuis 2018).
- Résidence en partenariat avec le festival de Valence (depuis 2017)
- Partenaire du festival de La Baule
- Partenaire du festival Sœurs Jumelles
- Partenaire du festival du court métrage de la ville d'Hendaye

### Actions culturelles
- B.O. Concert au Grand Rex (2014).
- Chacun son Piano (documentaire, TV5 Monde) (2022).
- L’U2C crée et organise ses propres manifestations : master classes, rencontres professionnelles, soirées et cérémonies consacrées à la musique de film et ouvertes au plus grand nombre.